# 布達-巴比內茨卡
布達-巴比内茨卡（烏克蘭語：Буда-Бабинецька），是烏克蘭中北部基輔州布恰区布恰市镇的村落，始建於1829年，面積0.75平方公里，海拔高度163米，2001年人口369，人口密度每平方公里492人。